# Grand Prix de Fourmies 2022
La 89e édition du Grand Prix de Fourmies a lieu le 11 septembre 2022 sur une distance de 197,6 kilomètres. Elle fait partie du calendrier UCI ProSeries 2022 en catégorie 1.Pro et de la Coupe de France de cyclisme sur route 2022.

## Présentation

### Parcours
Le Grand Prix se compose d'une grande boucle de 142,6 km passant par Avesnes-sur-Helpe et Trélon puis d'un circuit local de 11 km à accomplir cinq fois.

### Équipes
Vingt-trois équipes sont au départ du Grand Prix de Fourmies : onze équipes UCI WorldTeam, dix équipes continentales professionnelles et deux équipes continentales.
| WorldTeams (11)- Cofidis - UAE Team Emirates - Intermarché-Wanty-Gobert Matériaux - Quick-Step Alpha Vinyl - Groupama-FDJ - Lotto-Soudal - AG2R Citroën Team - Trek-Segafredo - BikeExchange-Jayco - Israel-Premier Tech - EF Education-EasyPost ProTeams (7)- Alpecin-Deceuninck - Arkéa-Samsic - TotalEnergies - Uno-X Pro Cycling Team - Bingoal Pauwels Sauces WB - B&B Hotels-KTM - Sport Vlaanderen-Baloise Équipes continentales (5)- Go Sport-Roubaix Lille Métropole - Saint Michel-Auber 93 - UC Nantes Atlantique - Team Corratec - Nice Métropole Côte d'Azur |
| |

## Résumé de la course
Une chute massive ayant eu lieu dans les cinq derniers kilomètres a fortement réduit le peloton, vingt-cinq à trente coureurs se disputent la victoire. Caleb Ewan gagne le sprint.

## Classement final
| \| Classement général \| Classement général \| Classement général \| Classement général \| Classement général \| \| Coureur \| Coureur \| Pays \| Équipe \| Temps \| \| ------------------ \| ------------------ \| ------------------ \| ---------------------- \| ------------------ \| \| 1er \| Caleb Ewan \| Australie \| Lotto-Soudal \| 4 h 27 min 07 s \| \| 2e \| Dylan Groenewegen \| Pays-Bas \| BikeExchange-Jayco \| + 0 s \| \| 3e \| Amaury Capiot \| Belgique \| Arkéa-Samsic \| + 0 s \| \| 4e \| Stefano Oldani \| Italie \| Alpecin-Deceuninck \| + 0 s \| \| 5e \| Jason Tesson \| France \| Saint Michel-Auber 93 \| + 0 s \| \| 6e \| Yves Lampaert \| Belgique \| Quick-Step Alpha Vinyl \| + 0 s \| \| 7e \| Julien Simon \| France \| TotalEnergies \| + 0 s \| \| 8e \| Marc Sarreau \| France \| AG2R Citroën Team \| + 0 s \| \| 9e \| Emīls Liepiņš \| Lettonie \| Trek-Segafredo \| + 0 s \| \| 10e \| Luca Mozzato \| Italie \| B&B Hotels-KTM \| + 0 s \| |                   |           |                        |                 |
| |                   |           |                        |                 |
| Source : ProCyclingStats |                   |           |                        |                 |
| Classement général |                   |           |                        |                 |
| Coureur | Coureur           | Pays      | Équipe                 | Temps           |
| 1er | Caleb Ewan        | Australie | Lotto-Soudal           | 4 h 27 min 07 s |
| 2e | Dylan Groenewegen | Pays-Bas  | BikeExchange-Jayco     | + 0 s           |
| 3e | Amaury Capiot     | Belgique  | Arkéa-Samsic           | + 0 s           |
| 4e | Stefano Oldani    | Italie    | Alpecin-Deceuninck     | + 0 s           |
| 5e | Jason Tesson      | France    | Saint Michel-Auber 93  | + 0 s           |
| 6e | Yves Lampaert     | Belgique  | Quick-Step Alpha Vinyl | + 0 s           |
| 7e | Julien Simon      | France    | TotalEnergies          | + 0 s           |
| 8e | Marc Sarreau      | France    | AG2R Citroën Team      | + 0 s           |
| 9e | Emīls Liepiņš     | Lettonie  | Trek-Segafredo         | + 0 s           |
| 10e | Luca Mozzato      | Italie    | B&B Hotels-KTM         | + 0 s           |

## Classements UCI
| Position           | 1er | 2e  | 3e  | 4e  | 5e | 6e | 7e | 8e | 9e | 10e | 11e | 12e | 13e | 14e | 15e | 16e à 30e | 31e à 40e |
| Classement général | 200 | 150 | 125 | 100 | 85 | 70 | 60 | 50 | 40 | 35  | 30  | 25  | 20  | 15  | 10  | 5         | 3         |